# Live at the Royal Albert Hall (альбом Deep Purple)
Live at the Royal Albert Hall — живий альбом англійської групи Deep Purple, який був випущений 8 лютого 2000 року.

## Композиції
1. Pictured Within — 8:38
2. Wait a While — 6:44
3. Sitting in a Dream — 4:01
4. Love Is All — 4:40
5. Via Miami — 4:51
6. That's Why God Is Singing the Blues — 4:02
7. Take It off the Top — 4:43
8. Wring That Neck — 4:38
9. Pictures of Home — 9:56
10. Concerto for Group and Orchestra, Mov. 1 — 17:03
11. Concerto for Group and Orchestra, Mov. 2 — 19:43
12. Concerto for Group and Orchestra, Mov. 3 — 13:28
13. Ted the Mechanic — 4:50
14. Watching the Sky — 5:38
15. Sometimes I Feel Like Screaming — 7:44
16. Smoke on the Water — 6:43

## Склад
- Ієн Гіллан — вокал
- Стів Морс — гітара
- Джон Лорд — клавішні
- Роджер Гловер — бас-гітара
- Іан Пейс — ударні